# Taufiq Kasrun
Taufiq Kasrun (sinh ngày 12 tháng 10 năm 1985) là một cầu thủ bóng đá người Indonesia hiện tại thi đấu cho Persela Lamongan ở Liga 1.

## Danh hiệu

### Danh hiệu câu lạc bộ
Sriwijaya
- Indonesian Inter Island Cup (1): 2012